# 17 september
17 september är den 260:e dagen på året i den gregorianska kalendern (261:a under skottår). Det återstår 105 dagar av året.

## Återkommande bemärkelsedagar

### Flaggdagar
- USA, grundlagsdagen (Constitution Day)

## Namnsdagar

### I den svenska almanackan
- Nuvarande – Hildegard och Magnhild
- Föregående i bokstavsordning
  - Hilbert – Namnet infördes på dagens datum 1986, men utgick 1993.
  - Hildebrand – Namnet infördes på dagens datum 1986, men utgick 1993.
  - Hildegard – Namnet infördes på dagens datum 1901 och har funnits där sedan dess.
  - Ignarius – Namnet fanns på dagens datum före 1620, då det utgick.
  - Lambert – Namnet infördes på dagens datum 1830, då det ersatte den äldre namnformen Lambertus. Det utgick 1901.
  - Lambertus – Namnet fanns, till minne av en missionären Lambertus (635–705), som blev ihjälslagen, när han missionerade bland hedningar i nederländska Maastricht, före 1620 på 15 september. Detta år flyttades det till dagens datum och fanns där fram till 1830, då det utgick till förmån för den modernare namnformen Lambert.
  - Magnhild – Namnet infördes 1901 på 18 november, men flyttades 1993 till dagens datum och har funnits där sedan dess.
- Föregående i kronologisk ordning
  - Före 1620 – Ignarius
  - 1620–1829 – Lambertus
  - 1830–1900 – Lambert
  - 1901–1985 – Hildegard
  - 1986–1992 – Hildegard, Hilbert och Hildebrand
  - 1993–2000 – Hildegard och Magnhild
  - Från 2001 – Hildegard och Magnhild
- Källor
  - Brylla, Eva (red.). Namnlängdsboken. Gjøvik: Norstedts ordbok, 2000 ISBN 91-7227-204-X
  - af Klintberg, Bengt. Namnen i almanackan. Gjøvik: Norstedts ordbok, 2001 ISBN 91-7227-292-9

### Finlandssvenska almanackan
- Nuvarande från 1973[1] – Hildegard, Hildegerd
- I föregående revideringar[a][2]
  - 1929–1949 – Elisabet, Lisa
  - 1950–1972 – Hildegard

## Händelser
- 654 – Den avsatte påven Martin I anländer till Konstantinopel, varifrån han skickas i exil av kejsar Konstans II.
- 936 – Ärkebiskop Unni avlider i Birka när han åter försöker predika kristendomen bland svearna. Detta är det äldsta kända datumet i Sveriges historia.
- 1179 – Helgonet Hildegard av Bingen dör.
- 1605 – Slaget vid Kirkholm, där den svenska armén under Karl IX:s befäl lider ett svårt nederlag mot polackerna under Jan Karol Chodkiewicz.
- 1789 – Saturnus månar Mimas upptäckas av William Herschel.
- 1809 – Freden i Fredrikshamn mellan Sverige och Ryssland undertecknas, vilket avslutar finska kriget 1808–09. Hela Finland, Åland och det dåvarande Västerbotten fram till Torne älv tillfaller Ryssland.
- 1888 – Brunei ställs under brittiskt beskydd.[3]
- 1862 – Slaget vid Antietam i amerikanska inbördeskriget.
- 1894 – Slaget vid Yalu under kriget mellan Japan och Kina 1894–1895, ett sjöslag i vilket den kinesiska flottans huvudstyrka besegras i grund av den japanska.
- 1926 – Svenska ångaren "Dagmar" förliser i Östersjön, 10 människor omkommer.
- 1930 – Den kurdiska Araratrepubliken i norra Kurdistan slås ner av turkiska flygvapnet.
- 1938 – Andra EM i friidrott inleds i Wien (det första där damtävlingar var tillåtna även om herrtävlingen inledd 3 september i Paris var separat).
- 1939 – Sovjetunionen anfaller Polen.
- 1941 – 33 man döda och 17 skadade när tre svenska jagare Klas Horn, Klas Uggla och Göteborg av en olyckshändelse exploderar på Horsfjärden i Stockholms skärgård.
- 1944 – Operation Market Garden inleds. Det är kodnamnet på en operation på västfronten under andra världskriget utarbetad huvudsakligen av fältmarskalk Bernard Montgomery. Dess syfte är att snabbt få ett slut på kriget genom ett koncentrerat anfall in i själva Tyskland.
- 1948 – Greve Folke Bernadotte, FN-medlare från Sverige, mördas i Jerusalem av medlemmar i den sionistiska gruppen Lehi.
- 1978 – Camp David-avtalen undertecknas av den egyptiske presidenten Anwar Sadat och den israeliske premiärministern Menachem Begin.
- 1988 – De XXIV olympiska sommarspelen i Seoul, Sydkorea, invigs av president Roh Tae-woo.
- 1991 – Första versionen av operativsystemet Linux släpps genom att Linus Torvalds laddar upp det på FUNET:s FTP-server.
- 1993 – Barnkanalen Cartoon Network ägd av Ted Turner har Sverige- och Europapremiär med tecknade serier som Familjen Flinta och Jetsons dubbade till svenska.
- 2006 – I Sverige hålls riksdagsval, där den borgerliga fyrpartikoalitionen Allians för Sverige besegrar Socialdemokraterna och därmed kan bilda den första borgerliga regeringen i landet sedan 1994.

## Födda
- 879 – Karl den enfaldige, kung av Västfrankiska riket
- 1192 – Minamoto no Sanetomo, shogunen av Kamakura-shogunatet
- 1552 – Paulus V, påve
- 1746 – Nicolas de Condorcet, fransk filosof, matematiker och politiker
- 1774 – Giuseppe Gasparo Mezzofanti, italiensk kardinal och lingvist
- 1787 – William H. Roane, amerikansk politiker, senator (Virginia)
- 1790 – Israel Hwasser, professor i teoretisk och praktisk medicin vid Uppsala universitet, ledamot av Svenska Akademien
- 1795 – Saverio Mercadante, italiensk kompositör
- 1811 – August Blanche, svensk författare
- 1818 – William Henry Barnum, amerikansk demokratisk politiker och industrialist
- 1820 – Émile Augier, fransk dramatiker och författare
- 1822 – Cornelius Cole, amerikansk republikansk politiker, senator (Kalifornien)
- 1826 – Bernhard Riemann, tysk matematiker
- 1829 – Helmer Falk, svensk militär och politiker
- 1839 – Victor Örnberg, svensk arkivman och släktforskare
- 1859 – Fredrik Thesleff, finländsk arkitekt
- 1868 – Emil Kléen, svensk författare och journalist
- 1869 – Christian Lous Lange, norsk politiker och pacifist, mottagare av Nobels fredspris 1921
- 1885
  - Maja Cederborgh, svensk skådespelare
  - Georg Grönroos, finländsk skådespelare
- 1887 – Axel Janse, svensk skådespelare och inspicient
- 1888 – Wilma Malmlöf, svensk skådespelare
- 1894 – Sigfrid Larsson i Svalöv, svensk rektor och politiker (centerpartist)
- 1899
  - Harold Bennett, brittisk skådespelare
  - Harris Ellsworth, amerikansk politiker, kongressledamot
- 1900 – Charles L. Terry, amerikansk demokratisk politiker och jurist, guvernör i Delaware
- 1903 – Dolores Costello, amerikansk skådespelare
- 1904
  - Frederick Ashton, brittisk balettdansör och koreograf
  - Edgar G. Ulmer, österrikisk-amerikansk regissör
- 1908
  - David Ojstrach, rysk violinist
  - Martti Simojoki, ärkebiskop för Evangelisk-lutherska kyrkan i Finland
- 1914 – William Grut, modern femkampare, OS-guld och mottog Svenska Dagbladets guldmedalj 1948
- 1919 – Gunborg Wildh målare och tecknare
- 1921 – Roger H. Zion, amerikansk republikansk politiker, kongressledamot
- 1923 – Hank Williams, amerikansk countrymusiker
- 1926 – Jean-Marie Lustiger, fransk kardinal, ärkebiskop emeritus av Paris
- 1927 – Teddy Sempinski, polsk-svensk konstnär
- 1928 – Roddy McDowall, brittiskfödd amerikansk skådespelare
- 1929 – Stirling Moss, brittisk racerförare
- 1930 – Radja Jerosjina, sovjetisk längdskidåkare
- 1931 – Anne Bancroft, amerikansk skådespelare
- 1933 – Chuck Grassley, amerikansk republikansk politiker, senator (Iowa)
- 1936 – Rolv Wesenlund, norsk komiker och skådespelare, bland annat i Fleksnes fataliteter
- 1940 – Jan Eliasson, svensk diplomat, ordförande i FN:s generalförsamling, Sveriges utrikesminister, FN:s vice generalsekreterare
- 1941 – Marit Allen, brittisk modejournalist och kostymör
- 1944 – Reinhold Messner, italiensk bergsbestigare
- 1948
  - Eva Gröndahl, svensk skådespelare, regissör och manusförfattare
  - John Ritter, amerikansk skådespelare
- 1951 – Russell Brown, brittisk politiker, parlamentsledamot (Labour)
- 1952 – Krzysztof Kołbasiuk, polsk skådespelare
- 1953
  - Janne Möller, fotbollsmålvakt i Malmö FF, fick en miniatyrkopia av Svenska Dagbladets guldmedalj som tilldelades klubben 1979
  - Gene Taylor, amerikansk politiker, kongressledamot
- 1955 – Charles Martinet, amerikansk skådespelare
- 1960 – Damon Hill, engelsk Formel 1-förare
- 1961 – Anders Herrlin, basist i Gyllene Tider
- 1965 – Kyle Chandler, amerikansk skådespelare
- 1967 – Anne Louise Hassing, dansk skådespelare
- 1968 – Anastacia, amerikansk sångare
- 1969 – Sulo, svensk sångare och låtskrivare
- 1971 – Parmjit Dhanda, brittisk parlamentsledamot för Labour Party
- 1975 – Austin St. John, amerikansk skådespelare
- 1980 – Per Linderoth, svensk travkusk och travtränare
- 1985
  - Tomáš Berdych, tjeckisk tennisspelare
  - Jimmy Jansson, svensk sångare
  - Aleksandr Ovetjkin, rysk ishockeyspelare
- 1986 – David Howland, fotbollsspelare från Nordirland
- 1993 – Alfie Deyes, brittisk YouTubevloggare
- 1995 – Patrick Mahomes, amerikansk utövare av amerikansk fotboll

## Avlidna
- 936 – Unni av Hamburg, ärkebiskop av stiftet Bremens ärkestift
- 1605 – Anders Lennartsson, svensk krigare, riksmarsk
- 1621 – Roberto Bellarmino, 78, italiensk teolog, jesuit och kardinal, helgon
- 1636 – Stefano Maderno, italiensk skulptör
- 1665 – Filip IV av Spanien, 60, kung av Spanien, kung av Portugal
- 1701 – Jakob II av England, 67, den siste monarken av huset Stuart
- 1702 – Olof Rudbeck den äldre, 72, svensk naturforskare och historiker
- 1814 – Eugène Viollet-le-Duc, 65, fransk arkitekt
- 1862 – Bonaventura Carles Aribau, 63, nykatalansk skald
- 1886 – Adolf Eugène von Rosen, 88, mekaniker, "Svenska järnvägens fader"
- 1916 – Seth Low, 66, amerikansk politiker
- 1921 – Philipp av Eulenburg, 74, tysk diplomat, förtrogen rådgivare åt Vilhelm II av Tyskland
- 1948 – Folke Bernadotte, 53, svensk ledare för Röda Korset och internationell FN-medlare
- 1970 – Sonja Kolthoff, 46, svensk skådespelare
- 1980 – Anastasio Somoza Debayle, 54, president och diktator i Nicaragua
- 1984 – Sven Jonasson, 75, svensk fotbollsspelare
- 1989 – Lill-Tollie Zellman, 81, svensk skådespelare
- 1994
  - Kristian Almgren, 23, svensk skådespelare
  - Karl Popper, 92, brittisk filosof
- 1996 – Spiro Agnew, 77, amerikansk politiker (republikan), vicepresident
- 1997
  - Red Skelton, 84, amerikansk skådespelare och komiker
  - Jan P. Syse, 66, norsk politiker, statsminister
- 2009 – Noordin Mohammad Top, 41, malaysisk islamistisk terrorist, främst verksam i Indonesien
- 2011 – Charles H. Percy, 91, amerikansk företagsledare och republikansk politiker
- 2013 – Kristian Gidlund, 29, svensk författare, journalist och musiker[4][5]
- 2016
  - Charmian Carr, 73, amerikansk skådespelare.
  - Sigge Parling, 86, svensk fotbolls-, bandy- och ishockeyspelare, bland annat VM-silver i fotboll 1958
  - Rune Larsson, 92, svensk friidrottare, bragdmedaljör
  - Björn Holmgren, 95, svensk balettdansör, koreograf och balettpedagog
- 2017 – Rey Celestial, 22, mexikansk fribrottare
- 2022 – Abdelaziz Bouteflika, 84, algerisk politiker och militär, Algeriets president 1999–2019